# Fanchengdui
Fanchengdui (chinês tradicional: 樊城 堆) é um sítio arqueológico localizado na cidade de Zhangshu, na província de Jiangxi, na China. Ele está localizado a montante no afluente secundário do rio Gan. O local de Fanchengdui está localizado a 23 km a leste de outro local arqueológico, Shinianshan. O rio Meng flui pela parte sul do local de Shinianshan, aproximadamente de noroeste a sudeste, antes de entrar em um afluente primário de Gan, Yuanshui. Perto de Fanchengdui, os dois rios e Xiaojiang se encontram e juntos entram no rio Gan.
Em 2006, foi designado como o sexto local de patrimônio cultural nacional protegido.